# Schwarzschwanz-Klapperschlange
Die Schwarzschwanz-Klapperschlange (Crotalus molossus) ist eine Art der Klapperschlangen (Crotalus), die in Arizona, New Mexico, Texas und einem Großteil Zentralmexikos zu finden ist.

## Merkmale
Die Schwarzschwanz-Klapperschlange ist eine vergleichsweise große Klapperschlange mit einer durchschnittlichen Körperlänge von etwa einem Meter.
In ihrer Körperfärbung variiert die Art relativ stark. Mögliche Grundfärbungen sind grau, olivgrün, gelblich, rostbraun oder cremefarben. Das Zeichnungsmuster besteht aus großen dunkelbraunen oder schwarzen Flecken auf dem Rücken, die im Regelfall hell umrandet sind. Namensgebend ist der charakteristische schwarze Schwanz der Tiere, außerdem haben die meisten Individuen eine deutliche schwarze Gesichtsmaske, die über die Stirn und die Augen reicht und sich dann als Schläfenband zu den Mundwinkeln zieht.

## Verbreitung und Lebensraum

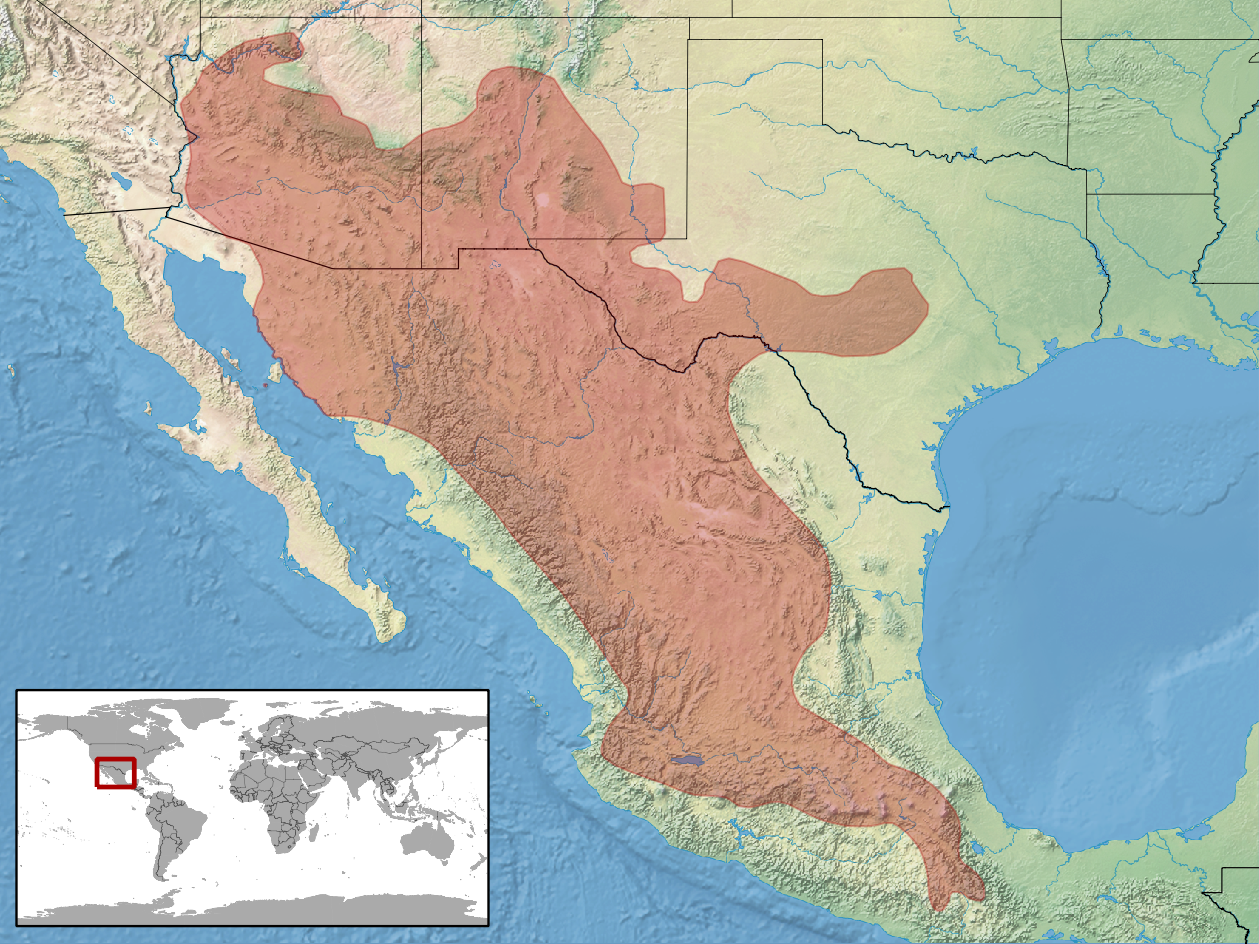
Verbreitungsgebiet

Das Verbreitungsgebiet der Schwarzschwanz-Klapperschlange umfasst das zentrale und südliche Arizona, New Mexico und das südwestliche Texas und zieht sich nach Süden, wo es den Hauptteil Zentralmexikos einnimmt. Die Küstenregionen werden von dieser Art nicht bewohnt.
Als Lebensraum bevorzugt die Schlange Kiefer-Eichen-Mischwälder und andere vegetationsreiche Gebiete, sehr häufig im Übergangsbereich der Wüsten zu den bewaldeten Bergketten.

## Schlangengift

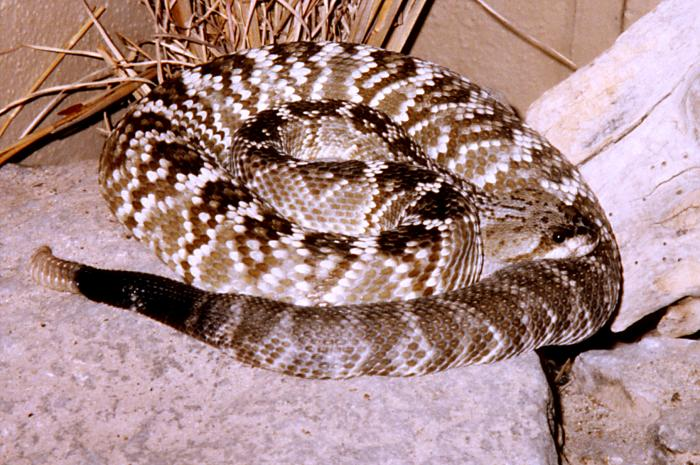
Schwarzschwanz-Klapperschlange (Crotalus molossus)

Das Gift der Schlange führt im Regelfall zu lokalen Gewebezerstörungen und Schmerzen, denen eine allgemeine Übelkeit folgt. Bisse sind allerdings relativ selten.

## Systematik
Die nächste Verwandte der Schwarzschwanz-Klapperschlange ist sehr wahrscheinlich die Basilisken-Klapperschlange (C. basiliscus), die parapatrisch mit leichten Überschneidungen zu dieser Art verbreitet ist. In den Berührungsbereichen der beiden Arten kommt es zu Hybridisierungen.
Aktuell werden vier Unterarten der Schwarzschwanz-Klapperschlange unterschieden:
- C. m. estebanensis auf der Insel San Esteban im Golf von Kalifornien; typisch für diese Unterart ist die sehr weit zurückgebildete Schwanzrassel
- C. m. molossus im US-amerikanischen Teil des Verbreitungsgebietes sowie im angrenzenden Mexiko
- C. m. nigrescens in Zentralmexiko sowie auf der Insel Tiburón im Golf von Kalifornien
- C. m. oaxacus In den mexikanischen Bundesstaaten Oaxaca und Puebla; sie wurde zeitweise der Basilisken-Klapperschlange (C. basiliscus) als Unterart zugeschlagen